# Monastero di San Giacomo
Il monastero di San Giacomo degli Scozzesi, in tedesco Schottenkloster St. Jakob, è un'abbazia benedettina dedicata a san Giacomo Maggiore che sorge a Ratisbona in Germania. 
Venne fondata dai monaci missionari irlandesi è per gran parte della sua storia fu in mano ai monaci irlandesi e poi scozzesi, da cui il suo nome in lingua tedesca Schottenkirche, Schottenkloster o Schottenstift. In latino medievale Scotti significava "gaelici" ovvero provenienti dall'Irlanda o dalla Scozia, così il termine Schottenstift data da quel periodo. Il nome ufficiale della chiesa, l'edificio più importante dell'intero sito abbaziale, è Die irische Benediktinerklosterkirche St. Jakob und St. Gertrud (letteralmente: "chiesa dell'abbazia benedettina irlandese di San Giacomo e Santa Geltrude").

## Storia

### Periodo irlandese
Il monastero venne fondato nel XII secolo dagli Scotti ovvero dai gaelici. Fino a quel periodo il termine "Scotti" non faceva distinzione fra irlandesi e scozzesi e alcuni monaci provenivano da quella che è l'attuale Scozia, ma la maggior parte di loro erano irlandesi.  Regensburg fu un importante centro per i missionari irlandesi in centro Europa, e la Schottenstift di Vienna fu una filiazione dell'abbazia di San Giacomo. I suoi monaci avevano una stretta correlazione con quelli della famosa scuola di Cashel.
Onorio Augustodunense (morto ca. 1151), un teologo medievale molto influente, passò gli ultimi anni della sua vita in questo monastero. Sembra possibile che la Kaiserchronik, libro del XII secolo, sia stata scritta qui, anche se non vi è la certezza assoluta. La fondazione del monastero è descritta, ad esempio, da Konrad von Megenberg nel capitolo VI del suo De limitibus parochiarum civitatis Ratisbonensis.

### Periodo scozzese
Una bolla papale del 1577 trasferì il monastero dagli irlandesi agli abati scozzesi. Questi monaci provenivano, per la maggior parte, dalle Lowlands scozzesi, e non erano gaelici. L'effetto della bolla fu una completa discontinuità nelle tradizioni dell'abbazia. In parte potrebbe essere stata motivata dal fatto che la parola "Scotti" aveva ormai assunto il significato di "scozzese" nel senso moderno, consentendo ai nuovi abati di affermare che il possesso irlandese era sempre stato illegittimo. Altro motivo può in parte essere dipeso dal fatto che la comunità irlandese a Regensburg era in ogni caso in forte calo: l'ultimo abate irlandese era morto lasciando un solo monaco e un novizio.
Il primo abate scozzese fu Ninian Winzet, controverso critico di John Knox, che era stato incaricato da Maria di Scozia, di inviare dei preti in Scozia. Comunque non prima dei primi anni del XVII secolo fu possibile inviare alcuni missionari in Scozia. Dal 1623 la missione venne assolta in collaborazione con i benedettini inglesi di Douai in Francia.
Sotto la guida dell'abate Charles Arbuthnot (1775-1820), il monastero fu l'unico a non subire la secolarizzazione della case religiose del periodo napoleonico, anche se, dopo la morte di Arbuthnot, venne retrocesso a priorato. La presenza scozzese ebbe termine nel 1862, quando il governo della Baviera acquistò il monastero per adibirlo a seminario. 

#### Abati scozzesi 1560-1820
(lista incompleta)
- c.1560-1592 Ninian Winzet
- 1608 John VII
- 1692 Placidus Flemming
- 1742 Bernard Stuart
- 1775-1820 Charles Arbuthnot

#### Priori scozzesi 1820-1860
(lista incompleta)
- fino al 1862 Anselm Robertson

### Oggi
Nel 1862 l'abbazia venne riaperta come seminario per preti, sotto la giurisdizione della diocesi cattolica di Monaco di Baviera.